# Liste der Kulturdenkmale im Stadtbezirk Westliches Ringgebiet
Die Liste der Kulturdenkmale im Stadtbezirk Westliches Ringgebiet umfasst einen Teil der Kulturdenkmale im Braunschweiger Stadtbezirk Westliches Ringgebiet, basierend auf dem Braunschweiger Leit- und Informationssystem BLIK und Veröffentlichungen der Denkmalschutzbehörde Braunschweig.

## Kulturdenkmale

### Gartenstadt
| Bild                    | Bezeichnung             | Lage                              | Beschreibung | Bauzeit       | Eingetragen seit | Denkmal- nummer |
| ----------------------- | ----------------------- | --------------------------------- | --- | ------------- | ---------------- | --------------- |
| Coca-Cola-Abfüllstation | Coca-Cola-Abfüllstation | Alte Frankfurter Straße 181 Karte | Ehemalige Abfüllstation der Coca Cola Company, im modernen Stil der 1950er Jahre nach Plänen des Architekten H. Kratz in zwei Bauabschnitten errichtet. | 1954 und 1957 |                  |                 |

### Westliches Ringgebiet
| Bild                                                                                            | Bezeichnung                                                                                     | Lage                                         | Beschreibung | Bauzeit   | Eingetragen seit   | Denkmal- nummer |
| ----------------------------------------------------------------------------------------------- | ----------------------------------------------------------------------------------------------- | -------------------------------------------- | --- | --------- | ------------------ | --------------- |
| Broitzemer Straße 1                                                                             | Broitzemer Straße 1                                                                             | Broitzemer Straße 1 Karte                    | |           |                    |                 |
| weitere Bilder                                                                                  | Brüdernfriedhof                                                                                 | Broitzemer Straße Karte                      | Ehemaliger Friedhof, der von 1769 bis 1878 genutzt wurde und heute zur Grünanlage umgestaltet wurde. |           |                    |                 |
| weitere Bilder                                                                                  | Ehemalige Zuckerraffinerie (ARTmax)                                                             | Frankfurter Straße 2 Karte                   | Hallen einer ehemaligen Zuckerraffinerie, erbaut im Backsteinstil durch die Architekten Rasche & Kratzsch. | 1900–1902 | 24. September 1986 |                 |
| BW                                                                                              | Fabrikhalle                                                                                     | Kramerstraße 9A Karte                        | Ehemalige Fabrikhalle der Firma BMA. Backsteingebäude aus dem späten 19. Jahrhundert. |           |                    |                 |
| Fassade Gießerei                                                                                | Fassade Gießerei                                                                                | Ernst-Amme-Straße 19 Karte                   | Fassade einer ehemaligen Gießerei im Backsteinstil auf dem Gelände des Unternehmens Bühler AG. |           |                    |                 |
| weitere Bilder                                                                                  | Friedhof des Kreuzklosters                                                                      | Rennelbergstraße Karte                       | |           |                    |                 |
| ehem. Städtisches Armenhaus                                                                     | ehem. Städtisches Armenhaus                                                                     | Goslarsche Straße 93 Karte                   | |           |                    |                 |
| BW                                                                                              | Industriedenkmal Kramerstraße                                                                   | Kramerstraße 23 Karte                        | Hier wurde 1898 die mittelständische Maschinenfabrik „Elsner & Holdschmidt“ gegründet. Die Fabrik ist in ihrem Urzustand erhalten. |           |                    |                 |
| Industriedenkmal Maschinenhaus                                                                  | Industriedenkmal Maschinenhaus                                                                  | Kramerstraße (ohne Nr.) Karte                | Maschinenhaus der Firma BMA in der Kramerstraße. |           |                    |                 |
| weitere Bilder                                                                                  | St. Jakobi                                                                                      | Goslarsche Straße 31A Karte                  | Neobarocke Kirche (Reformarchitektur) | 1909–1911 |                    |                 |
| weitere Bilder                                                                                  | Jödebrunnen                                                                                     | Am Jödebrunnen Karte                         | Steingefasstes Wasserbecken mit Quellwasser. |           |                    |                 |
| weitere Bilder                                                                                  | Josephskirche                                                                                   | Goslarsche Straße 6 Karte                    | Erbaut 1902 im neogotischen Stil und mit Backsteinmauerwerk. Hintergebäude ebenfalls unter Denkmalschutz. | 1902–1903 |                    |                 |
| weitere Bilder                                                                                  | Justizvollzugsanstalt                                                                           | Rennelbergstraße 10 Karte                    | | 1884–1885 |                    |                 |
| weitere Bilder                                                                                  | Krankenhaus Holwedestraße (Altbau)                                                              | Holwedestraße 16 Karte                       | |           |                    |                 |
| weitere Bilder                                                                                  | KURZAG-Haus                                                                                     | Ekbertstraße 14 Karte                        | Firmengebäude. Stahlskelettbau aus dem Jahr 1929. Architekt Otto Haesler. 1995 Entkernung und Wiederherstellung der ursprünglichen Struktur. | 1929      |                    |                 |
| Madamenweg 174                                                                                  | Madamenweg 174                                                                                  | Madamenweg 174 Karte                         | Ehemalige Polizeistation. Gebäude im Neorenaissance-Stil mit Ziegelsteinfassade, erbaut um 1900. |           |                    |                 |
| weitere Bilder                                                                                  | Martinifriedhof                                                                                 | Goslarsche Straße Karte                      | Ehemaliger Friedhof, seit 1909 nicht mehr belegt. |           |                    |                 |
| weitere Bilder                                                                                  | Maschinenfabrik (Wichmannhalle)                                                                 | Sophienstraße 40 Karte                       | Ehemalige Maschinenfabrik der Firma Selwig & Lange. Gründung 1877 und Stilllegung 1989. Werksgelände mit einer Gruppe von mehreren Gebäuden. Nach Stilllegung der Fabrik wurden die Gebäude zu Büros und Veranstaltungsräumen umgestaltet. Preisträger des Preises für Denkmalpflege der Niedersächsischen Sparkassenstiftung im Jahr 1999. |           |                    |                 |
| Münchenstraße 11                                                                                | Münchenstraße 11                                                                                | Münchenstraße 11 Karte                       | |           |                    |                 |
| weitere Bilder                                                                                  | Petrifriedhof                                                                                   | Goslarsche Straße / Alerdsweg Karte          | Der Petrifriedhof gehört zu den ältesten noch vorhandenen Friedhofsanlagen im Stadtgebiet. Die Fläche ist seit 1638 als Friedhof ausgewiesen. | 1638      |                    |                 |
| weitere Bilder                                                                                  | Portal                                                                                          | Spinnerstraße Karte                          | Eingangsportal der im Jahr 1874 gegründeten Jute- und Flachsspinnerei. | 1874      |                    |                 |
| weitere Bilder                                                                                  | Reformierter Friedhof                                                                           | Juliusstraße / Sophienstraße Karte           | Ehemaliger Friedhof der Reformierten Gemeinde in Braunschweig. | 1749      |                    |                 |
| Rennelbergstraße 11                                                                             | Rennelbergstraße 11                                                                             | Rennelbergstraße 11 Karte                    | |           |                    |                 |
| weitere Bilder                                                                                  | Ringgleis                                                                                       | Am Westbahnhof Karte                         | Ehemaliger Gleisring um Braunschweig. Umgestaltung zum Geh- und Radweg. |           |                    |                 |
| weitere Bilder                                                                                  | Roggenmühle Lehndorf                                                                            | Hildesheimer Straße Karte                    | Ehemalige Roggenmühle aus dem Jahr 1912. Anbauten in den folgenden Jahren. Nutzung bis in die 1990er Jahre. 2006 begannen umfangreiche Restaurierungsarbeiten und die Gebäudegruppe wurde für die Nutzung als Büro- und Gastronomiekomplex umgestaltet. Technisches Denkmal.                                                                |           |                    |                 |
| weitere Bilder                                                                                  | Schulgebäude Bürgerstraße                                                                       | Bürgerstraße 2 Karte                         | |           |                    |                 |
| weitere Bilder                                                                                  | Schulgebäude Diesterwegstraße                                                                   | Diesterwegstraße 7 Karte                     | |           |                    |                 |
| weitere Bilder                                                                                  | Schulgebäude Hohestieg                                                                          | Hohestieg 2 Karte                            | |           |                    |                 |
| weitere Bilder                                                                                  | Schulgebäude Sidonienstraße                                                                     | Sidonienstraße 3 Karte                       | |           |                    |                 |
| Schulgebäude Sophienstraße                                                                      | Schulgebäude Sophienstraße                                                                      | Sophienstraße 17 Karte                       | |           |                    |                 |
| Sophienstraße 33                                                                                | Sophienstraße 33                                                                                | Sophienstraße 33 Karte                       | |           |                    |                 |
| Verwaltungsgebäude                                                                              | Verwaltungsgebäude                                                                              | Hildesheimer Straße 60 Karte                 | |           |                    |                 |
| weitere Bilder                                                                                  | Villa von Bülow                                                                                 | Celler Straße 3 Karte                        | Spätklassizistischer Bau, errichtet 1839 durch Carl Theodor Ottmer (1800–1843). Nebengebäude ebenfalls denkmalgeschützt. | 1839      |                    |                 |
| weitere Bilder                                                                                  | Wilmerdingstraße                                                                                | Wilmerdingstraße Karte                       | |           |                    |                 |
| Wohnblock Cyriaksring 42–45 / Luisenstraße 18–25                                                | Wohnblock Cyriaksring 42–45 / Luisenstraße 18–25                                                | Cyriaksring 42–45 / Luisenstraße 18–25 Karte | |           |                    |                 |
| Wohnhaus Cammanstraße 4                                                                         | Wohnhaus Cammanstraße 4                                                                         | Cammanstraße 4 Karte                         | |           |                    |                 |
| Wohnhaus Frankfurter Straße 25                                                                  | Wohnhaus Frankfurter Straße 25                                                                  | Frankfurter Straße 25 Karte                  | |           |                    |                 |
| Wohnhaus Frankfurter Straße 271                                                                 | Wohnhaus Frankfurter Straße 271                                                                 | Frankfurter Straße 271 Karte                 | |           |                    |                 |
| Wohnhaus Madamenweg 6                                                                           | Wohnhaus Madamenweg 6                                                                           | Madamenweg 6 Karte                           | |           |                    |                 |
| Wohnhaus Madamenweg 163                                                                         | Wohnhaus Madamenweg 163                                                                         | Madamenweg 163 Karte                         | Nach Plänen des Architekten A. Bosch errichtetes Fachwerkhaus. | 1867      |                    |                 |
| Wohnhaus Sophienstraße                                                                          | Wohnhaus Sophienstraße                                                                          | Sophienstraße 31 / Wilmerdingstraße 1 Karte  | Doppelhaus (Mehrfamilienwohnhäuser) aus der Gründerzeit, 1896 nach Plänen der Architekten C. Rambow und Fr. Krohn errichtet. | 1896      |                    |                 |
| Wohnhaus Wilmerdingstraße 7                                                                     | Wohnhaus Wilmerdingstraße 7                                                                     | Wilmerdingstraße 7 Karte                     | |           |                    |                 |
| Wohnhaus Wilmerdingstraße 8                                                                     | Wohnhaus Wilmerdingstraße 8                                                                     | Wilmerdingstraße 8 Karte                     | |           |                    |                 |
| BW                                                                                              | Wohnhaus Wilmerdingstraße 9                                                                     | Wilmerdingstraße 9 Karte                     | |           |                    |                 |
| Wohnhaus Wilmerdingstraße                                                                       | Wohnhaus Wilmerdingstraße                                                                       | Wilmerdingstraße 10 Karte                    | Mehrfamilienwohnhaus aus der Gründerzeit, 1896 nach Plänen der Architekten C. Rambow und Fr. Krohn errichtet. | 1896      |                    |                 |
| Wohnhäuser Wilmerdingstraße 2–6, 9A, 9B, 11–13, Doppelhaus Wilmerdingstraße 14/Sophienstraße 32 | Wohnhäuser Wilmerdingstraße 2–6, 9A, 9B, 11–13, Doppelhaus Wilmerdingstraße 14/Sophienstraße 32 | Wilmerdingstraße                             | |           |                    |                 |